# فرودگاه گرین سی
فرودگاه گرین سی (به انگلیسی: Green Sea Airport) یک فرودگاه همگانی بهره‌برداری هوایی است که یک باند فرود چمن دارد و طول باند آن ۱۰۹۷ متر است. این فرودگاه در کشور ایالات متحده آمریکا قرار دارد و در ارتفاع ۲۹ متری از سطح دریا واقع شده‌است.